# Попов, Виталий Эрастович
Виталий Эрастович Попов (18 июля 1891 — 1918) — российский военный лётчик, участник Первой мировой и Гражданской войн. Кавалер Георгиевского оружия (1914).

## Биография
Виталий Эрастович Попов родился 18 июля 1891 года в Области Войска Донского в дворянской семье казаков Донского войска. По вероисповеданию был православным. Образование получил в Донском кадетском корпусе, который окончил в 1908 году.
С 1908 по 1911 году обучался в Николаевском инженерном училище, из которого был выпущен в чине подпоручика со старшинством с 6 августа 1911 года в 1-ю Карскую крепостную сапёрную роту. Окончил Военную авиационную школу. 28 января 1913 года был произведён в военные лётчики, а 1 октября в поручики. С 7 ноября 1913 года служил в Ковельском крепостном авиационном отряде, а с 10 марта 1915 года в Новогеоргиевском крепостном авиационном отряде. С 10 марта 1915 года был военным лётчиком и младшим офицером в 32-м корпусном авиационном отряде.
В ноябре 1917 года вступил в Добровольческую армию, где был военным лётчиком в одном из авиаотрядов. Виталий Попов погиб в 1918 году близ города Царицын.

## Награды
Виталий Эрастович Попов был пожалован следующими наградами:
- Георгиевское оружие (Высочайший приказ от 11 ноября 1914)
— «за то, что 12-го сентября 1914 г. совершил смелый полет над противником, был обстрелян и получил несколько пробоин от пуль и осколков, выяснил общее направление движения противника, чем способствовал дальнейшему успеху операций»
- Орден Святой Анны 4-й степени с надписью «За храбрость» (Высочайший приказ от 28 июля 1916);
- Орден Святого Станислава 2-й степени (1915);
- Орден Святого Станислава 3-й степени (Высочайший приказ от 14 марта 1913).